# 銀河大戦
『銀河大戦』（ぎんがたいせん、原題：Outside The Universe）は、アメリカ合衆国のSF作家エドモンド・ハミルトンによる長編SF小説。短編集『太陽強奪』とともに、人類を含む多数の異星人種族で構成される星間パトロール (Interstellar Patrol) の活躍が描かれる。

## あらすじ
ダー・ナルの指揮する宇宙中隊は、銀河系の縁辺区域をパトロールしていた。突然、宙図に黒点の群れが映しだされた。はじめは外宇宙からの隕石群と思われたが、それらは減速しつつあった。接近してみると、それらはくさび形の編隊を組んで飛行する5000隻あまりの宇宙船団だった。その船団が攻撃をしかけてきた。10隻しかない宇宙中隊はたちまち撃破され、残ったのはダー・ナルの乗艦だけになった。艦は全速で脱出して銀河系に向かうとともに、総司令部に事の次第を連絡した。司令部は何千隻もの艦艇を集めて謎の船団を迎撃しようとした。緒戦は、二つに分かれた銀河艦隊のはさみうちで、敵の先遣隊を撃破したが、敵の本隊に同行していた「磁石船」によって行動の自由を奪われて航行不能にされ、銀河艦隊はほとんど全滅した。生き残ったダー・ナルの艦も、敵艦と衝突して大破したが、ダー・ナルは敵艦に移乗しての白兵戦で1隻を奪った。その艦に乗っていたのは、長さ10フィート、直径1フィートほどの体躯を持つ「蛇人間」たちだった。蛇人間たちは、かに座大星団を占領し、そこに基地を築いた。
ダー・ナルが乗っ取った蛇人間の艦は、一路カノープスに向かった。やがて銀河連合評議会の建物が見えてきた。こちらを敵と誤認した艦に発砲されたが、からくも乗り切り着陸した。艦内にあった蛇人間の資料を分析して、恐るべきことが判明した。蛇人間は地球から数百万光年離れた島宇宙（※当時は、銀河のことを島宇宙または小宇宙と呼んでいた）のひとつを支配する生物だが、その島宇宙には明るい星がなく、死にかけているため目に見えず、これまで知られていなかった。蛇人間は他の島宇宙へ移住するため、殺人光線兵器で武装した超光速宇宙船を5000隻建造し、最も近いアンドロメダ島宇宙に向かった。だがアンドロメダ人は、高度の科学力と武力をもっており、侵略船団を撃退してしまった。そのため、侵略先をわが銀河系に変更してやってきたのだ。かに座大星団を橋頭堡にして、銀河系を手中に収めたあとは、再度アンドロメダ島宇宙を攻撃する予定なのだ。
もはや銀河系の戦力では、蛇人間を阻止することはできない。ダー・ナルたちは、銀河連合評議会の議長の命を受け、救援を求める使者としてアンドロメダ島宇宙へ派遣されることになった。超光速で航行することが必要なので、乗っ取った蛇人間の宇宙船で一向は出発した。銀河系内を哨戒していた蛇人間の艦５隻に発見され、攻撃を受けたが撃退できた。銀河系の外に出たダー・ナルの艦は、遠くに明滅する弱い光を見た。それは死につつある蛇人間の島宇宙だった。出発してから20日あまりが過ぎ、全行程の3分の2ほどを踏破していた。するとアンドロメダの方向から50隻の宇宙船が接近してくるではないか。アンドロメダ人が迎えにきたのかと思ったが、それらは蛇人間の船だった。どうやら撃退した5隻のいずれかが、こちらの目的を高速通信で知らせて、それを阻止するためにやってきたのである。四方にある蛇人間宇宙船からは、金属のロープが発射され、ダー・ナルの艦は航行できなくなった。そのうち1隻からはチューブが延ばされて、気閘に連結され、蛇人間の大群が侵入してきた。かつてダー・ナルが敵艦を拿捕したように、蛇人間たちに捕まってしまった。
生き残った者たちは、蛇人間の故郷宇宙に連れていかれた。やがて蛇人間の母星と思われる惑星に着陸した。そこには高さ20マイルにも達する、円錐形の巨大殺人光線発射機らしいものがあった。蛇人間を含めた全員が艦を降り、手薄になったときを見計らって騒ぎを起こし、そのすきにジュール・ディンほか数人が艦に戻って発進させた。それを蛇人間の宇宙船が追跡していったが、どういう結果になったかは分からない。残った者たちはある建物に入れられた。そこの大きな部屋には、見たこともない不気味な生物たちがいた。それらは蛇人間たちに捕らえられた生物で、薬品で意識あるまま仮死状態にさせられていた。そこは博物館だったのだ。ダー・ナルと乗組員も緑の薬品を注射されて、仮死状態にさせられた。何日ものあいだ、彼らは目が見え耳が聞こえる状態でいたが、身体を動かすことは全くできなかった。永遠とも思える時間が過ぎたあとで、ダー・ナルの視野のはじに動くものが映った。ジュール・ディンだ。部屋に忍び込んだ彼は薬に気づき、緑の薬品をダー・ナルに注射したが効果がなかった。それではダメだとダー・ナルは思ったが、伝えることはできない。次に彼は赤い薬品を使った。ダー・ナルは動けるようになった。2人は乗組員たちに次々と赤い薬品を注射してまわった。だがその様子を、1体の蛇人間がみつめていた。
建物内に警報が鳴り響いた。ぞくぞくと現われる蛇人間たち。ダー・ナルの頭にある考えが浮かんだ。彼は赤い薬品の注射器を持つと、不気味な生物たちに次々に注射してまわった。目覚めた生物たちは、積年の恨みを晴らすかのように多くの蛇人間を殺戮した。その隙に一行はジュール・ディンが盗んでいた宇宙船に乗り込んだ。目標はアンドロメダ島宇宙。その艦を追う500隻あまりの蛇人間艦隊。最高速度では同等のはずだが、艦隊は少しずつ追いついてくる。どうやら盗んだ宇宙船は、度重なる酷使によって本来の能力が出せないらしい。アンドロメダまでの行程の3分の2を過ぎたころ、ついに追いつかれてしまった。だが幸運なことに、エーテル流が相互に衝突するところを見つけ、そこに飛び込んだ。蛇人間たちも危険を顧みずに追ってくる。もはやこれまでと思ったダー・ナルが命じた。「180度回頭。正面から攻撃をかける」。そのとき、後方から接近し蛇人間に襲いかかる艦隊があった。
それら1000隻あまりの艦隊は、見えない力線で蛇人間艦隊の200隻ほどを押し潰した。蛇人間たちは逃げ出した。後方から来たのはアンドロメダ人の艦隊だったのだ。ダー・ナルの艦に接舷した艦からアンドロメダ人が入ってきた。かれらはガス状生物だった。ダー・ナルが手をさしのべると、相手も手を伸ばした。その手はひんやりとしたが、存在感があった。ダー・ナルはこれまでのいきさつを、アンドロメダ人が持ってきた交話球で説明した。アンドロメダ人は了解した。アンドロメダ島宇宙に近づくと、環状に連なる恒星団がいくつもあった。それらの恒星は「太陽移動船」で動かしたらしい。目的地の惑星に接近したとき、ダー・ナルの艦は金属疲労で分解する一歩手前だった。惑星の大気圏に入ると、艦は二つに折れ墜落しはじめた。だが、２隻のアンドロメダ艦がすばやく下に潜り込み、支えてくれたので、なんとか着陸することができた。
大会議場とおぼしき広間で、ダー・ナルは交話球を使って、ここに来るまでの出来事と援助の要請を伝えた。会議場にいた幾万ものアンドロメダ人の評決によって、銀河系への援軍派遣が決定した。集結地に続々と集まるアンドロメダ艦隊。その中には、例の太陽移動船も100隻は混じっている。そのとき天空から船影が舞い降りてきた。それは、アンドロメダ艦隊に撃破され、逃走したと思われていた蛇人間艦隊の残存艦300隻だ。そのうち20隻は磁石船で、それらは太陽移動船を吸いつけたまま、持ち去ろうとする。乗船していたコーラス・カンともどもに……。すぐに磁石船を追跡したが、蛇艦隊に阻まれて逃げられてしまった。アンドロメダ軍の最大の武器が失われてしまったのだ。
この事件のあとで、最後の艦艇が終結したとき、アンドロメダ艦隊の総数は10万隻を数えるほどになった。しかも蛇宇宙と銀河系を航行した経験のあるダー・ナルを、艦隊の司令長官にしてくれたではないか。まず艦隊は蛇人間の宇宙を目指した。それは銀河系への途上にあり、後顧の憂いをなくすために破壊しておく必要があったからである。もちろん蛇人間は宇宙要塞と艦隊で、迎え撃ってきた。それらは足止め用に残された1000隻ほどであり、アンドロメダ艦隊によって蹴散らされた。蛇人間の母星には、艦船はなく蛇人間もいなかった。あの円錐形の巨大殺人光線発射機もなかった。「遅かった」。ジュール・ディンが悔しそうに言った。
銀河系に入ったアンドロメダ艦隊は、蛇艦隊と激しい戦闘を続けた。磁石船によって航行不能にされた多くの艦艇が失われたが、恒星コロナや暗黒星を利用したダー・ナルの戦術によって、蛇艦隊も急速に数を減らしていく。だが、エーテルに作った乱流の罠により、アンドロメダ艦隊が翻弄されているあいだに、蛇艦隊は一斉に襲いかかってきた。ダー・ナルが、もうおしまいだと観念したとき、何万隻もの新たな大艦隊が現れた。細長い葉巻型の船体は、星間パトロールの船だ。ダー・ナルたちがアンドロメダを訪れているうちに、急遽建造された銀河系の艦隊だった。いまや3つの島宇宙の艦隊が、激戦のなかにある。蛇艦隊は急激に数を減らしつつあった。耐えきれなくなった蛇艦隊の5000隻は、かに座大星団に向けて遁走を始めた。それを追う銀河系とアンドロメダの艦隊は、合わせて2万隻。やがて大星団を見下ろす空間には、蛇人間の船は1隻もいなくなった。残ったのは、２つの大艦隊の成れの果ての1万隻あまり。ダー・ナルは「勝ったぞ」と叫んだ。
だが、かに座大星団の方向から、黒い影が上昇してくる。それは蛇人間の母星で建造されていた殺人光線発射機だった。それが完成したのに違いない。惑星からまるごと生命を消し去ることのできる兵器に、対抗する手段はない。艦隊には死の沈黙が流れた。そんなとき、外宇宙からやってくる一団の船がある。太陽移動船だ。それら100隻の船は、かに座大星団に向けて紫色の光線を発射した。星団の恒星が徐々に動きはじめる。やがてスピードがあがり、恒星同士が近づいていく。最後は大星団の恒星が、内側に集中して衝突した。あの殺人光線発射機も巻き込まれた。大星団は燃えるガスの雲、大星雲に姿をかえた。
銀河連合評議会の建物のそばで、アンドロメダ人の代表との別れの儀式が行われた。10万隻で出発した艦隊は、いまは5000隻あまり。もちろん銀河系では、最大の敬意と称賛が払われていた。コーラス・カンが太陽移動船の放射器を、上向きに付け替えて、蛇艦隊の磁石船を破壊し、すんでのところで間に合ったことも称えられた。評議会メンバーたちと握手したアンドロメダ人は、船に乗り込んだ。先導するダー・ナルの艦に続いて、アンドロメダ艦隊も離陸した。銀河系の縁に向かう途中に、かに座の大星雲が見えた。停止したダー・ナル艦のわきを通って、艦隊は輝くアンドロメダ宇宙に向けて出発した。その右側には、死に絶えた蛇宇宙があった。

## 主な登場人物
- ダー・ナル - 地球人。星間パトロールの中隊長。
- コーラス・カン - アンタレス出身の金属人間。ダー・ナルの副官。
- ジュール・ディン - スピカ出身の甲殻人間。ダー・ナルの副官。
- ラック・ラルス - 星間パトロールの総司令官。
- サーク・ハジ - デネブ星系人。銀河連合評議会の議長。

## 書誌情報
『星間パトロール　銀河大戦』　深町眞理子訳　ハヤカワ文庫　SF15  1971年1月31日発行　ISBN 4-15-010015-2

### コミカライズ
- 銀河大戦 （主婦の友社　TOMOコミックス　名作ミステリー25）　原作：エドモンド・ハミルトン、劇画：手塚プロ・七瀬カイ